# 根の深い木
根の深い木（ねのふかいき、朝: 뿌리깊은 나무）は、2011年10月5日から同年12月22日まで韓国SBSで放送されたテレビドラマ（時代劇）。全24話に加え、韓国では全3話の特別篇が放送された。韓国の小説家イ・ジョンミョンのミステリー小説『景福宮の秘密コード』を原作としている。脚本は『善徳女王』を書いたキム・ヨンヒョンとパク・サンヨンが担当した。DVD邦題は『根の深い木 ―世宗（セジョン）大王の誓い―』。
2015年放映されたドラマ『六龍が飛ぶ』と世界観が続く。ただ、時代的に後代であるにもかかわらず、放映は先に一作品であるので設定ミスが若干ある。

## あらすじ
1418年、譲位により朝鮮王朝（李氏朝鮮）4代王として世宗(セジョン)イ・ドが即位したが、軍権を中心に実権は上王である太宗(テジョン)イ・バンウォンが握っていた。
王権強化のため有力な臣下をことごとく粛清してきたイ・バンウォンは、イ・ドの義父であるシム・オンとその一家を反逆罪で処刑する。
シム家の使用人の息子のトルボクは、幼なじみのタムと逃げ出すが、途中で離ればなれになってしまう。
月日は流れ、1446年。イ・ドが父を殺した張本人と思い込んでいたトルボクは、カン・チェユンと名を変えて、イ・ドへの復讐を胸に武官として宮中に勤務する。
その頃、宮中では、イ・ドの文字創製事業に関わる人物が次々に殺害される事件が起こっていた。
イ・ドから直々に事件捜査を任されたカン・チェユンは、その過程で王権を牽制する秘密組織“密本(ミルボン)"との闘争に巻き込まれていく。

## 出演
- 姜彩允（カン・チェユン）/トルボク：チャン・ヒョク　幼年期：チェ・サンウ

王の禁軍の一つである兼司僕（キョムサボク）の兵士。世宗のせいで父親ソクサムが死んだと思い復讐の機を狙う。
- 世宗（セジョン）/李裪（イ・ド）：ハン・ソッキュ　青年期：ソン・ジュンギ　少年期：カン・サン

朝鮮王朝第4代の国王。
- 咲梨（ソイ）/タム：シン・セギョン

世宗の五男・広平（クァンピョン）王子の女官。失声症を患い話すことができない。
- 鄭基準（チョン・ギジュン）青年期：チェ・ウシク/ 少年期：シン・ドンギ

秘密結社密本（ミルボン）の第3代の本元（首将）。密本の創始者鄭道伝（チョン・ドジョン）の弟である第2代本元（首将）鄭道光（チョン・ドグァン）の息子。
現在の姿は第10話まで視聴者に伏せられている。
- カリオン：ユン・ジェムン泮村に住む白丁で、食肉の加工を生業とするが、優れた検死技術も持っている。王や重臣に信用され、宮殿や重臣宅にも出入りしている。
- 太宗（テジョン）/李芳遠（イ・バンウォン）：ペク・ユンシク

朝鮮王朝第3代の国王。粛清によって絶対王権を確立した。
- 趙末生（チョ・マルセン）：イ・ジェヨン

太宗の腹心。
- 韓（ハン）の 旦那：チョ・ヒボン（朝鮮語版）

科挙に12回も落ちて故郷に帰ることができず、泮村（パンチョン）にとどまる情けない両班。
最終話で本名が明かされるが、朝鮮史をよく知る視聴者には衝撃的な正体に驚愕する。
後に深く係わる人物とすれ違う場面を最後に物語から退場する。
- 撫恤（ムヒュル）：チョ・ジヌン

世宗の護衛武官と同時に朝鮮の最高の剣客。
- 広平大君（クァンピョンデグン）：ソ・ジュニョン

世宗の五男。
- 成三問（ソン・サンムン）：ヒョヌ

集賢殿の学士で、世宗の秘密組織の一員。
- 朴彭年（パク・ペンニョン）：キム・キボム

集賢殿の学士で、世宗の秘密組織の一員。
- 黄喜（ファン・ヒ）：チョン・ソンファン

領議政。
- シム・ジョンス：ハン・サンジン

集賢殿の学士で、密本の一員。
- 崔萬理（チェ・マルリ）：クォン・テウォン

集賢殿の副提学。
- 鄭麟趾（チョン・インジ）：パク・ヒョックォン

集賢殿の大提学。
- 李純之（イ・スンジ）：チョン・ジェホ

集賢殿の学士。算学や天文学の第一人者。
- イ・シンジョク：アン・ソックァン

世宗の側近で、右議政。密本の一員。
- トダム宅：ソン・オクスク

泮村の首長。
- ユン・ピョン：イ・スヒョク

鄭道光の護衛武士ユン・ソジンの息子。密本の刺客。
- チョン別監（ビョルガム）：キム・ジョングク

兼司僕の副将。
- チョタク：キム・ギバン

兼司僕の兵士。
- パクポ：シン・スンファン

兼司僕の下級武官。

## スタッフ
- 原作：イ・ジョンミョン
- 脚本：キム・ヨンヒョン、パク・サンヨン
- 演出：チャン・テユ
- 制作：Sidus HQ

## 韓国国外での放送

### 日本
2012年にKNTVにおいて『根の深い木』の邦題で放送された。また同年に『根の深い木 ―世宗（セジョン）大王の誓い―』の邦題で完全版のDVDが発売され、同邦題で2014年にはテレビ東京で、2014～2015年にはBS朝日で放送された。

## 評価
文教大学文学部教授 の山下英愛は、出演俳優の中でとくに世宗の護衛武士ムヒュルを演じたチョ・ジヌンを高く評価した。